# Папушево (Московская область)
Папушево — деревня в Одинцовском районе Московской области России. Входит в сельское поселение Назарьевское. Население 12 человек на 2006 год, в деревне числятся 2 садовых товарищества. До 2006 года Папушево входило в состав Назарьевского сельского округа.
Деревня расположена в центральной части района, в 14 километрах на запад от Одинцово, на правом берегу реки Вязёмка, высота центра над уровнем моря 166 м.
Впервые в исторических документах деревня упоминается в 1697 году, как Папышево. По Экономическим примечаниям 1800 года в деревне числилось 13 дворов, 55 мужчин и 56 женщин. На 1852 год в казённая деревне числилось также 13 дворов и 98 жителей, в 1890 году — 104 человека. По Всесоюзной переписи 17 декабря 1926 года числилось 39 хозяйств и 195 жителей, по переписи 1989 года — 20 хозяйств и 21 житель.